# Procès de Bełżec

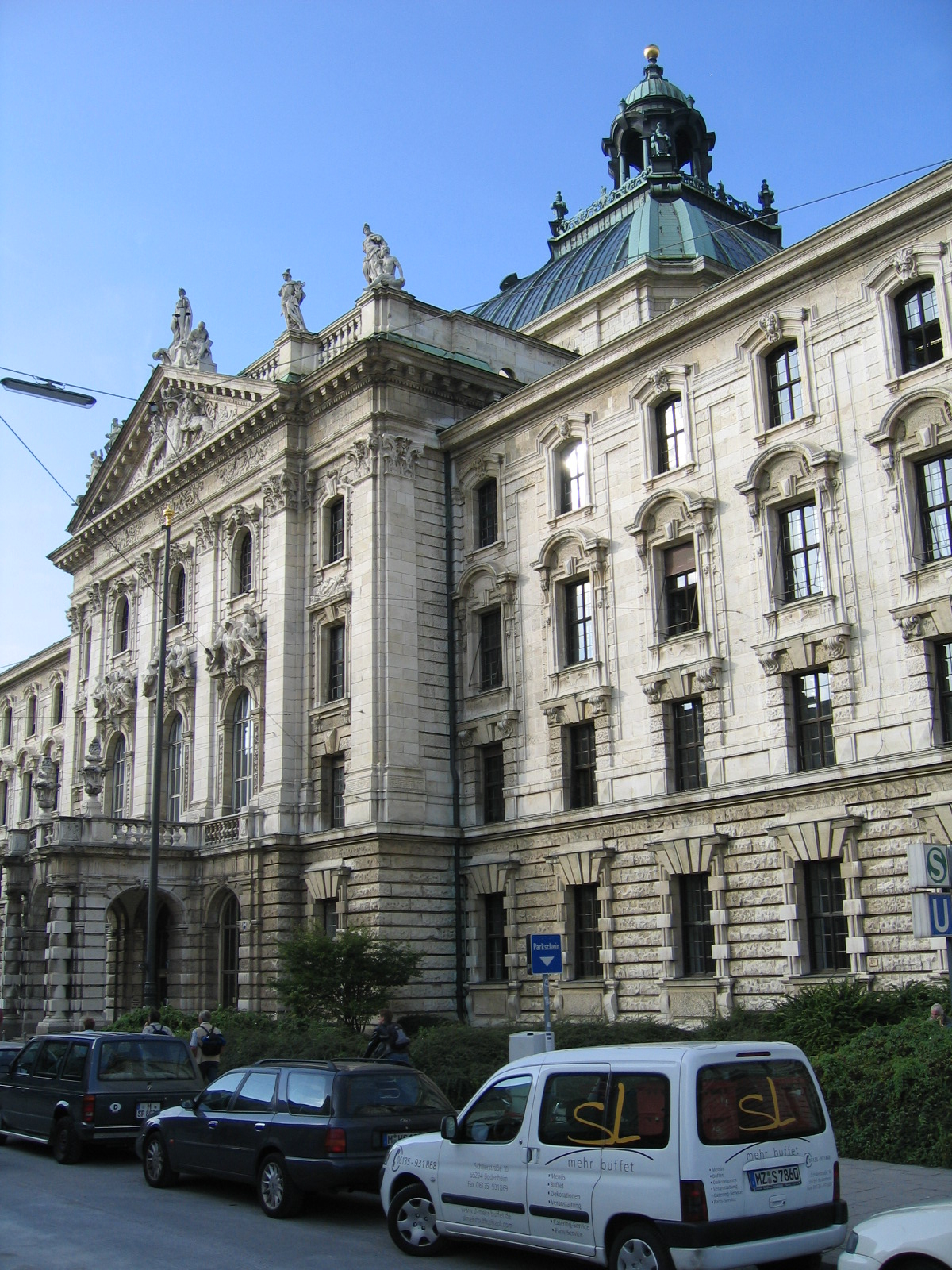
Le premier tribunal de Munich, lieu du procès. Photo de 2012.

Le procès de Bełżec est le procès de 8 anciens membres de la SS du camp d'extermination de Bełżec, au premier tribunal de grande instance de Munich, de 1963 à 1965. 
Cinq accusés du procès de Belżec sont également traduits au procès de Sobibor, en 1965. Le procès de Belżec, celui de Sobibor, comme les procès de Treblinka examinent les meurtres de masse commis dans le cadre de l'Aktion Reinhardt, la mise à mort de plus de deux millions de Juifs et de 50 000 Roms et Sinti. Ces procès sont également reliés à l'exécution massive de 100 000 handicapés dans le cadre de l'Aktion T4 car plusieurs gardiens des camps d'extermination avaient auparavant travaillé dans les centres d'euthanasie. 

## Le procès de Bełżec au tribunal de grande instance de Munich
Le procès de huit accusés se déroule du 8 août 1963 au 21 janvier 1965 au tribunal de grande instance de Munich. Il retient alors peu l'attention de l'opinion publique. Le tribunal décide le 30 janvier 1964 de ne pas poursuivre sept des huit accusés, au motif qu'ils se trouvaient à l'époque des faits soumis à la contrainte de l'état de nécessité (Putativnotstand). Cinq de ces sept accusés, à savoir Dubois, Fuchs, Jührs, Unverhau et Zierke comparaissent ensuite au procès de Sobibor. La Cour d'appel allemande rejette le recours du parquet qui réclamait la poursuite de la procédure contre l'ensemble des accusés. L'audience débute alors contre le seul Josef Oberhauser le 18 janvier 1965 et se clôt dès le 21 janvier.
14 témoins sont entendus, dont le médecin Wilhelm Pfannenstiel, qui avec Kurt Gerstein avait été témoin en août 1942 du gazage de victimes juives à Bełżec. Le survivant Rudolf Reder, qui ne peut cependant reconnaître ni nommer les accusés, est également témoin. 
Oberhauser allègue pendant le procès, tout comme les autres accusés, l'état de nécessité. Il rappelle sa peine de prison déjà purgée en République démocratique allemande (RDA), mais la concertation avec le parquet de la RDA permet d'établir qu'Oberhauser n'a alors purgé que huit années de sa peine de détention de quinze ans, et qu'il n'avait d'ailleurs pas été condamné en raison de son activité à Bełżec, mais pour sa participation à l'Aktion T4 à Magdebourg. Le tribunal ne retient pas l'état de nécessité, estimant qu'Oberhauser, puisqu'il était alors l'adjudant de Christian Wirth, le commandant du camp de Bełżec, entretenait des relations cordiales avec son supérieur. Le tribunal de grande instance de Munich motive son verdict indulgent par la prise en compte des conditions sévères de détention en RDA, et en rappelant que dans le cadre d'un procès qui aurait jugé à la fois les infractions commises à Bełżec et celles relatives à l'Aktion T4, la peine maximale encourue aurait été de 15 années de détention. Le pourvoi auprès de la Cour de Cassation allemande aboutit à la confirmation du verdict contre Oberhauser.

### Chefs d'accusation et verdicts
| Accusé                 | Fonction à Bełżec | Chef d'accusation                                        | Verdict                                                                                                 |
| ---------------------- | --- | -------------------------------------------------------- | --- |
| Josef Oberhauser       | Commandant du camp de novembre 1941 au 1er août 1942 ; assure également la liaison avec l'état-major du SS- und Polizeiführer | Complicité de meurtre commis en réunion dans 300 000 cas | 4,5 années de détention, dont il purge la moitié, et privation des droits civiques pendant trois années |
| Erich Fuchs            | Préposé à l'accueil des convois, et à la commande de matériaux pour la construction d'une chambre à gaz                       | Complicité de meurtre commis en réunion pour 90.000 cas. | Acquitté en raison de l'état de nécessité                                                               |
| Heinrich Gley (de)     | Préposé à l'accueil des convois, comme à la surveillance dans le vestiaire de la chambre à gaz.                               | Complicité de meurtre commis en réunion pour 170.000 cas | Acquitté en raison de l'état de nécessité                                                               |
| Werner Dubois          | Préposé à l'accueil des convois (environ 30 000 personnes), assure la direction des commandos de travail des détenus juifs    | Complicité de meurtre commis en réunion pour 360.000 cas | Acquitté en raison de l'état de nécessité                                                               |
| Karl Schluch (de)      | Accompagnement des détenus juifs à la chambre à gaz                                                                           | Complicité de meurtre commis en réunion pour 360.000 cas | Acquitté en raison de l'état de nécessité                                                               |
| Heinrich Unverhau (de) | Tri et évacuation des vêtements des victimes                                                                                  | Complicité de meurtre commis en réunion pour 360.000 cas | Acquitté en raison de l'état de nécessité                                                               |
| Robert Jührs (de)      | Surveillant | Complicité de meurtre commis en réunion pour 360.000 cas | Acquitté en raison de l'état de nécessité                                                               |
| Ernst Zierke           | Forge et préposé à l'accueil des convois                                                                                      | Complicité de meurtre commis en réunion pour 360.000 cas | Acquitté en raison de l'état de nécessité                                                               |

Ce procès fait apparaître les difficultés que rencontre la justice fédérale dans la punition des crimes nazis. Ces crimes ne sont pas jugés en Allemagne selon un régime de droit particulier, mais bien selon le droit pénal commun. Il est donc souvent difficile de distinguer le statut d'auteur de l'infraction de celui de complice, comme il est délicat d'apporter l'élément matériel de preuve.  
La reconnaissance de la contrainte ou de l'état de nécessité équivaut ici au moins à une circonstance atténuante, sinon à un élément qui exonère l'accusé de toute responsabilité. La question se pose cependant de sa reconnaissance pour certains accusés et non pour Josef Oberhauser.
L'ancien gardien Samuel Kunz, qui devait être jugé en 2011, est mort le 18 novembre 2010.